# Paul Fierlinger
Paul Fierlinger (* 15. März 1936 in Ashiya, Japan; † 4. April 2025 in Penn Wynne, Pennsylvania) war ein US-amerikanischer Animator, Regisseur und Filmproduzent tschechoslowakischer Herkunft.

## Leben
Fierlinger kam als Sohn des tschechoslowakischen Diplomaten Jan Fierlinger in Ashiya, Japan, zur Welt. Sein Onkel war Zdeněk Fierlinger. Fierlinger floh mit seiner Familie 1939 vor den Nationalsozialisten in die Vereinigten Staaten, wo er bei Pflegefamilien lebte. Die Eltern seiner jüdischen Mutter wurden in das KZ Theresienstadt deportiert.
Nach Kriegsende kehrte Fierlinger mit seinen Eltern in die Tschechoslowakei zurück und besuchte in Poděbrady unter anderem mit Miloš Forman und Václav Havel eine elitäre Internatsschule. Er studierte an der Hochschule für Angewandte Künste in Bechyně, die er 1955 abschloss. Nach zweijähriger Militärzeit war Fierlinger in Prag als Illustrator und Cartoonist sowie ab 1958 als Produzent für Animationsfilme tätig. Er ging 1967 in die Niederlande, anschließend nach Paris und arbeitete kurze Zeit in München als Animator am Trickfilm Die Konferenz der Tiere, der 1969 erschien. Fierlinger ging 1968 in die Vereinigten Staaten, wo er 1971 in Philadelphia sein Animationsstudio Ar&T Associates gründete. Er produzierte überwiegend Werbefilme für das Fernsehen, aber auch Kurzanimationsfilme. It’s So Nice to Have a Wolf Around the House, bei dem Fierlinger Regie führte und den er produzierte, wurde 1980 für einen Oscar in der Kategorie Bester animierter Kurzfilm nominiert.
Für die Sesamstraße schuf Fierlinger 1982 die Serie Teeny Little Super Guy. Mit seiner zweiten Ehefrau, der Malerin Sandra Schuette, konzipierte er 1997 die Serie Amby & Dexter für Nickelodeon. Ab 2004 war Fierlinger Dozent für Animation an der University of Pennsylvania’s Fine Arts School (PennDesign).
Fierlinger war in erster Ehe mit Fotografin Helena Straková verheiratet; der geschiedenen Ehe entstammten zwei Söhne.

## Filmografie
- 1969: Die Konferenz der Tiere (nur Animation)
- 1975: Why We Take Care of Property, or Planet of the Ticklebops
- 1976: Why We Need Reading, or The Piemaker of Ignoramia
- 1978: Rainbowland
- 1979: It’s So Nice to Have a Wolf Around the House
- 1980: Louis James Hates School
- 1982: Teeny Little Super Guy
- 1988: The Quitter
- 1990: And Then I’ll Stop… Does Any of This Sound Familiar?
- 1995: Drawn from Memory
- 2000: Drawn from Life
- 2001: Still Life with Animated Dogs
- 2003: A Room Nearby
- 2009: My Dog Tulip

## Auszeichnungen (Auswahl)
- 1980: Oscarnominierung, Bester animierter Kurzfilm, für It’s So Nice to Have a Wolf Around the House
- 1980: OIAF Award, Ottawa International Animation Festival, für It’s So Nice to Have a Wolf Around the House
- 1988: OIAF Award, Ottawa International Animation Festival, für The Quitter
- 1990: OIAF Award, Ottawa International Animation Festival, für And Then I’ll Stop… Does Any of This Sound Familiar?
- 2000: Großer Preis, Ottawa International Animation Festival, für Drawn from Life
- 2002: Spezialpreis der Jury, Zagreb World Festival of Animated Films, für Still Life with Animated Dogs
- 2004: Großer Preis, Ottawa International Animation Festival, für A Room Nearby